# إلى البرية (فلم)
إلى البرية (بالإنجليزية: Into the Wild) هو فيلم دراما أمريكي صدر في 2007، مستوحى من كتاب بنفس الاسم للمؤلف جون كراكور الذي يحكي مغامرة كريستوفر مكندلز. أخرج الفيلم الممثل والمخرج شون بن وهو الذي كتب السيناريو. الفيلم من بطولة إميل هيرش وويليام هورت ومارسيا غاي هاردن وجينا مالون وهال هولبروك وكاثرين كينر وكريستين ستيوارت.

## القصة
مايو 1990 تبدأ القصة، (كريستوفر مكندليز) خريج فوق العادة يحضر حفل تخرجه الأبوان الزاخران بالمال والأخت الصغيرة، وما هي إلا لحظات ليكرم «كريستوفر» كأحد أكثر الخريجين تفوقاً، وميزانية دراسة فائضة بمقدار 24000 دولار عزم «كرستوفر» فيما بعد على التبرع بها لصالح جامعة هارفرد، يكرم الأبوان ابنهما المجد (بسيارة) كهدية تخرج، ليقوم «كريستوفر» برفضها وبشدة مكتفياً بسيارته الخردة.
«كريستوفر» لا يعرف للصداقة عنوان أصدقاءه هم مؤلفات جونسون وثوريو وتولستوي، لقد فكر ثم قرر أن يهزم حياة التاريخ، حياة الهروب من الواقع، حياة الالتزامات الشاقة، ليعزم على ترك هذه الحياة الباذخة المليئة بالذنوب، سأرحل للطبيعة سأحكي لها عن مدى عشقي لها وعن ولعي بها، ها هي بطاقة البنك سأمزقها وهذه بطاقتي الشخصية سأقطعها وهاهي النقود سأحرّقها، سأمتطي خردتي راحلاً للمجهـول سأبدأ بقصة حياتي الجديدة، سـأرحـل، يغيب «كريستوفر» عن العائلة لشهرين من الزمان ولا أثر له، لتقوم الأسرة بالأبلاغ عن ابنها المفقود.
«كريستوفر» في عالمه الجديد لا يملك سوى (الحقيبة) التي حملها على ظهره متنقلاً بها بين الطرقات والوديان إلى وجهته الغير معلومة، بمشاهد (تداعب) الروح يجري «كريتسوفر» حاملاً حقيبته معتمراً القبعة (المتسخة) حاملاً الكتاب في يده مخاطباً الحياة الجديدة بحديث مشفـر [حياتي أنني سعيد الآن].
يصادف «كريستوفر» عربة تسير في الشارع ليومئ لها بإشارة بأن توقفي وخذيني حيثما تذهبين، تقف (عربة الحياة) لترحب به هي وقائدها «ريني» وزوجته الودودة «جان» في مشهد أصّل وعبر عن مدى اللحمة بين أبناء القرى والمدن الصغيرة، غريب يرحب به ويعامله وكأنه صديق سنين، إنها حياة (البساطة) حياة (العربات) الأشبه بالبيوت، عربة للنوم وللأكل وللتجوال، حيـاة (متشردين) مجنونة تأسرك بحسن استقبالها ولطافة أبنائها، أنها حياة (للروح والجسد).
(لست الرجل الخـارق أنا المتشرد الخارق), هكذا قال «كريتسوفر» وهو يخاطب (تفاحته) السعيدة قائلاً: إنكِ رائعة بالفعل إنكِ أفضل بألف مرة من أي تفاحة حصلت عليها أنا المتشرد الخارق وأنتِ التفاحة الخارقة، سأكمل رحلتي للمجهول، سأترك (ريني وجان) وسأكمل المسيــرة.
أكمل «كريس» الرحلة مروراً بقرى صغيرة مكوناً بها صداقات جديدة بأناس أبسط من ذات البساطة، أحبوه كثيراً ودعموه أكثر وسألوه دوماً ما هدفك؟, أجابهم وللمرة الأولى بإجابة غريبة ! إنها (ألاسكا) !!
ألاسكا حيث لا وجود لبشـر، حيث السعادة والقدر، حيث الشمس الباردة والوديان الرقراقة والثلوج البيضاء البراقة وحلاوة الربيع الآخذة.
حدث يجر حدث وصداقة الفتاة اللطيفة «تريسي» ورحلة (التجديف) الحر وعمل الـ10 دولارات وصداقة العجوز الوحيد «رون» لينتهي «كريس» بحزم حقيبته نحو (ألاسكا) حيث القدر المجهول.

هذه (ألاسكا) في أول ظهور لها في حلتها القارصة! بردائها الأبيض النقي, بنعومتها المعهودة وهواءها البارد المنعش

(ألاسكا) التي حكى له عنها العجوز «رون» يوم أن تحادثوا فوق الجبل ويوم أن نزف العجوز دمع الفراق في لحظة وداع، في مشهد جسد فيه العجوز (هال هالبروك) احترافية خارقة وكأنه أقسم على أنها لا تمت للتمثيل بصلة، إنها حقيقة مشاعري تجاه ابني «كريستوفر», حديث أشعل فتيل الحزن يوم أن قال العجوز (كريستوفر ما رأيك أن تجعلني اتبناك؟) في مشهد لا يمكن أن ينسى ويجعلك تصفق احترماً لهكذا أداء.
الوعد بالعودة من (ألاسكا) كان الحديث الأخير لـ«كريستوفر» مع العجوز «رون» ليغوص بعدها «كريستوفر» في أعماق (ألاسكا) بمعونة تمثلت في كيس أرز صغير، سكين، بندقية، كتب وأعواد ثقاب، ألا تكفي لأن تعاش حياة (المتشردين) المجنونة، لحظات حتى يصادف «كريستوفر» حافلة خرِبة ليطلق حينها صرخات السعادة والفـرح، ثم صاحت الحافلة قائلةَ (مرحباً بك حيث السعادة المطلقة), صدقتي يا حافلتي الصغيرة يا صديقتي الجديدة يا حياتي السعيدة، سأشعل سراجي وسأقرأ كتابي وسأتعلم كيف أعيش حياتي، ثم سأنظر ما سيحل بحالي.

## الأدوار الرئيسية
| الممثل           | الدور الرئيسي                               |  |
| ---------------- | ------------------------------------------- |  |
| إميل هيرش        | كريستوفر مكندلز                             |  |
| ويليام هورت      | والت مكندلز (والد كريستوفر)                 |  |
| مارسيا غاي هاردن | بيلي مكندلز (والدة كريستوفر)                |  |
| جينا مالون       | كارين مكندلز (أخت كريستوفر)                 |  |
| كاثرين كينر      | جان بورس (السيدة الهيبيز في كاليفورنيا)     |  |
| فنسينت فوجن      | واين ويستيربيرج (مالك المزرعة)              |  |
| كريستين ستيوارت  | ترايسي تاترو (الفتاة اللطيفة صاحبة الجيتار) |  |
| هال هالبروك      | رون فرانز (الرجل المسن)                     |  |

## الجوائز
Into the wild الفيلم المرشح لـ 15 جائزة الحاصل على 8 منها، الفيلم مقتبس من رواية بنفس الاسم Into the wild لـ (جون كراكوير).

## حقائق عن الفيلم
- فقد الممثل الفذ (إميل هيرش) 40 باوند من وزنه ليلعب دور (كريستوفر) في الفيلم.
- لم يستعين البطل (إميل) بأي كومبارس لأداء اللقطات والمشاهد الصعبة بل قام بها بنفسه.
- المخرج (شون بن) انتظر 10 سنوات للحصول على موافقة عائلة (كريستوفر) لإنتاج الفيلم.
- نظمت 4 رحلات لـ (ألاسكا) لكي يتم التصوير أثناء الفصول الأربعة (صيف، خريف، ربيع، شتاء).
- الرجل الذي أعطى (كريستوفر) الحذاء في الفيلم هو نفسه من أعطى الحذاء لـ (كريستوفر) الحقيقي!.

## وصلات خارجية
- الموقع الرسمي
- مقالات تستعمل روابط فنية بلا صلة مع ويكي بيانات